# Дурний світ
«Дурний світ» (італ. «I malamondo») — італійський документальний фільм режисера Паоло Кавара, випущений 4 липня 1964 року.

## Сюжет
Документальний фільм «Дурний світ» оповідає про спосіб життя молодих європейців в епоху економічного буму 1960-их років. Фільм музичного спрямування, його супроводом стають мелодії Енніо Морріконе і виконання пісень Адріано Челентано.

## У ролях
- Адріано Челентано
- Марвін Міллер
- Джино Сантерколе
- Ріккардо Куччіола
- Дон Бакі

## Творці фільму
- Режисер — Паоло Кавара
- Сценарій — Гвідо Кастальдо, Паоло Кавара, Уго Грегоретті, Франческо Торті
- Продюсер — Гоффредо Ломбардо
- Оператор — Енніо Гуарн'єрі
- Композитор — Енніо Морріконе
- Монтаж — Руджеро Мастроянні